# Władysław Natanson

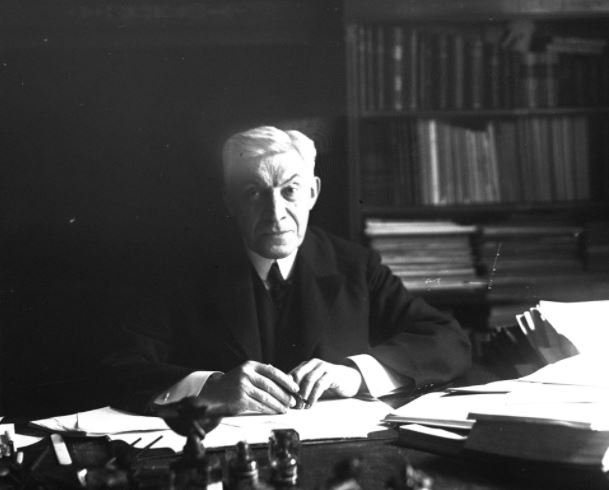
Władysław Natanson (1928)

Władysław Natanson (* 18. Juni 1864 in Warschau; † 26. Februar 1937 in Krakau) war ein polnischer Physiker und Pionier der Quantenstatistik.

## Leben
Natanson stammte aus einer jüdischen Bankiers- und Industriellenfamilie, sein Vater Ludwik war Arzt mit wissenschaftlichen Interessen. Auch Władysław Natanson und sein Bruder Edward entwickelte schon als Jugendliche wissenschaftliche Interessen und sie fanden 1880 in Paris Anerkennung, als sie eine Arbeit über chemische Valenz präsentierten. Ab 1882 studierte Natanson in Sankt Petersburg unter anderem bei Dmitri Mendelejew, hörte aber auch Mathematik bei Andrei Andrejewitsch Markow. 1886 ging er zur Fortsetzung des Studiums an die Universität Cambridge, wo er im Cavendish Laboratory Joseph John Thomson traf. 1887 erhielt er seinen Magister in Physik an der Kaiserlichen Universität Dorpat und wurde dort 1888 bei Arthur von Oettingen über kinetische Gastheorie promoviert. Anschließend ging er an die Universität Graz und hörte Vorlesungen von Ludwig Boltzmann. Eine von Natanson angestrebte Habilitation bei Boltzmann kam nicht zustande. Nach der Rückkehr nach Warschau veröffentlichte er 1890 eine Einführung in die theoretische Physik und habilitierte sich 1891 in Krakau an der Jagiellonischen Universität, damals zu Österreich-Ungarn gehörig (Natanson selbst hatte damals die russische Staatsbürgerschaft da Warschau zu Russland gehörte). Im selben Jahr begann er als Privatdozent zu lehren. 1894 wurde er außerplanmäßiger und 1899 außerordentlicher Professor in Krakau, beides erst nach langwierigen Verhandlungen der Universität mit Wien.
Natanson befasste sich anfangs mit kinetischer Gastheorie und Thermodynamik irreversibler Prozesse, später mit Elektronentheorie, Optik (wie Streuung von Licht in Gasen) und zuletzt Quantenmechanik. 1911 erkannte er, dass die Plancksche Quantentheorie der Strahlung eine neue Art von Statistik mit ununterscheidbaren Teilchen verlangte und war damit ein Pionier der Quantenstatistik (in diesem Fall der Bose-Einstein-Statistik). Ähnlich argumentierten auch Paul Ehrenfest und Heike Kamerlingh Onnes 1915. und schließlich Satyendra Bose und Albert Einstein 1924. Einstein korrespondierte zwar mit Natanson, war aber in diesem Fall nicht von ihm angeregt (sondern von Bose). Er hatte persönlichen Kontakt mit Einstein, als er 1914/15 wegen der Kriegswirren mit seiner Familie in Berlin lebte.
Er lehrte bis 1934 theoretische Physik in Krakau, unter anderem hielt er 1930/31 die ersten Vorlesungen über Quantenmechanik in Krakau. Er schrieb mehrere Lehrbücher und vier Bände mit Aufsätzen über Philosophie und Geschichte der Physik.
Zu seinen Studenten in Krakau gehörte Leopold Infeld. Nach Infeld war er in Wissenschaft und im Leben isoliert und wahrte Distanz zu Anderen, was nach Infeld auch die volle Entfaltung seiner Persönlichkeit als Wissenschaftler beeinträchtigte.